# Brookhaven (Georgia)
Brookhaven – miasto w Stanach Zjednoczonych, w stanie Georgia, w hrabstwie DeKalb. Jest północno–wschodnim przedmieściem Atlanty. Mimo że zostało zasiedlone na początku XIX wieku, Brookhaven stało się miastem dopiero przez referendum w 2012 roku.

## Demografia
Według spisu w 2020 r. Brookhaven jest domem dla 55,2 tys. osób, w tym 70,3% stanowiła ludność biała (60% nie licząc Latynosów), 11,6% to byli czarnoskórzy lub Afroamerykanie, 5,4% było rasy mieszanej, 5,1% to Azjaci i 3,6% to rdzenna ludność Ameryki. Latynosi stanowili 20,9% ludności miasta. 